# El cel pot esperar
El cel pot esperar (original: Heaven Can Wait) és una pel·lícula dels Estats Units de Warren Beatty i Buck Henry estrenada el 1978. Nominada nou vegades als Oscars, el film es va emportar una estatueta per la direcció artística. Als Globus d'Or, la pel·lícula va rebre tres premis. És un remake del film Here Comes Mr. Jordan (1941). Va ser doblada al català

## Argument
Joe Pendleton és el quarterback dels St. Louis Rams que està preparant la superBowl. Mor en un accident de circulació, però després d'una comprovació per part de Sant Pere, la seva defunció s'espera fins al cap de diversos anys. El seu cos ha estat incinerat, i cal trobar un cos d'esportista a Joe Pendleton.

## Repartiment
- Warren Beatty: Joe Pendleton
- Julie Christie: Betty Logan
- Jack Warden: Max Corkle
- James Mason: M. Jordan
- Charles Grodin: Tony Abbott
- Dyan Cannon: Julia Farnsworth
- Buck Henry: L'escolta
- Vincent Gardenia: Tinent Krim
- Joseph Maher: Sisk
- Hamilton Camp: Bentley
- Arthur Malet: Everett
- Stephanie Faracy: Corinne
- Jeannie Linero: Lavinia
- Harry D.K. Wong: Gardener
- R.G. Armstrong: Director general
- Elliott Reid (no surt als crèdits): Un cambrer

## Premis i nominacions

### Premis
- 1979. Oscar a la millor direcció artística per Paul Sylbert, Edwin O'Donovan i George Gaines
- 1979. Globus d'Or a la millor pel·lícula musical o còmica
- 1979. Globus d'Or al millor actor musical o còmic per Warren Beatty
- 1979. Globus d'Or a la millor actriu secundària per Dyan Cannon

### Nominacions
- 1979. Oscar a la millor pel·lícula
- 1979. Oscar al millor actor per Warren Beatty
- 1979. Oscar al millor actor secundari per Jack Warden
- 1979. Oscar a la millor actriu secundària per Dyan Cannon
- 1979. Oscar a la millor fotografia per William A. Fraker
- 1979. Oscar al millor director per Warren Beatty i Buck Henry
- 1979. Oscar a la millor banda sonora per Dave Grusin
- 1979. Oscar al millor guió adaptat per Elaine May i Warren Beatty